# Booka Shade
Booka Shade sunt Walter Merziger și Arno Kammermeier, doi producători originari din Germania, Berlin care lucrează împreună de prin '90. Astăzi sunt artiștii de bază de la casa de discuri Get Physical, alături de M.A.N.D.Y. Tot aici au lansat și albumul de debut Memento în 2004, primit foarte bine de către public. Au rămas cunoscuți pentru single-uri ca "Mandarine Girl" și "Body Language", lansate tot la casa de discuri Get Physical Music.
Live act-ul Booka Shade a.k.a. Walter Merziger (key & add) și Arno Kammermeier (drums & add) reunește pe cei doi parteneri de studio de producție și remixeri care lucrează împreună de peste 13 ani.
Cel mai bun indicator al succesului repurat de Booka Shade este atunci când cei doi artiști aud oameni care declară că au fost inspirați de ei să compună muzică; este cel mai mulțumitor și satisfăcător lucru.